# Mystic Towers
Mystic Towers è un videogioco sviluppato dagli australiani Animation F/X, e pubblicato da Apogee Software nel 1994 per MS-DOS. Si tratta di un videogioco a piattaforme con elementi da gioco di ruolo, a partire dalla visuale isometrica. Il protagonista, il Barone Baldric, era già stato protagonista di un altro videogioco per MS-DOS e Amiga, Baron Baldric: A Grave Overture, dotato di una più tradizionale visuale a due dimensioni.

## Modalità di gioco
Baldric deve esplorare delle torri, ognuna divisa in 5 piani e a sua volta composti da 9 stanze; per terminare una torre occorre uccidere tutti i nemici e distruggere il "generatore di mostri", questo fa ottenere una chiave che permette di uscire dalla torre.

Nell'interfaccia appaiono tre barre: una indica l'energia, e diminuisce quando si è attaccati da nemici (arrivata a zero si perde una vita); le altre due indicano la fame e la sete. Se durante il gioco non si raccolgono cibo o bevande le barre diminuiscono, e una volta arrivate al minimo si perde energia vitale.

### Incantesimi
Per combattere contro le creature Baldric dispone di cinque incantesimi offensivi, che in ordine crescente di potenza sono il ghiaccio (Ice), il veleno (Venom Cloud), lo zolfo (Sulphur), il fuoco (Fireball) e il fulmine (Lightning). Altri cinque incantesimi sono i cosiddetti incantesimi tattici:
- Guarigione (Heal spell): Ridà salute a Baldric e guarisce dal veleno;
- Rivelazione (Reveal spell): Se usato in una stanza rivela tutte le trappole e le porte nascoste;
- Teletrasporto (Teleport): Va usato sulle pedane azzurre, e teletrasporterà Baldric su un'altra pedana.
- Levitazione (Levitate): Crea una nuvoletta in grado di far levitare Baldric. Molto utile per evitare le piastrelle avvelenate o gli attacchi corpo a corpo di alcuni mostri. Lanciare più incantesimi nello stesso momento farà levitare Baldric più in alto.
- Bomba (Bomb): Bisogna metterla nel generatore di mostri per distruggerlo.

Gli incantesimi si possono trovare sparsi per le varie stanze, oppure possono essere acquistati in appositi distributori, utilizzando delle monete. Alcuni nemici possono essere sconfitti semplicemente calpestandoli.

### Elenco dei livelli
Esistono 12 livelli, ognuno rappresentato da una torre; i livelli Apprentice sono più semplici rispetto a quelli Wizard.
- livelli Apprentice:
  - Rimm Tower (presente nella versione shareware)
  - Tor Karad Keep
  - Nortscar Needle
  - Wolf's Fang
  - Ebonscarp
  - Marchwall Hold
- livelli Wizard:
  - Rimm Fortress (presente nella versione shareware)
  - Tor Karad Castle
  - Nortscar Spire
  - Wolf's Claw
  - Ebonscarp II
  - Marchwall Fort